# Ilī-ippašra
Ilī-ippašra  was gouverneur(?) van Dilmun in de tweede helft van de 14e eeuw v.Chr.
Te midden van de 12.000 Midden-Babylonische documenten die aan het eind van de 19e eeuw in Nippur werden opgegraven, bevonden zich een aantal brieven van Ilī-ippašra aan Enlil-kidinnī die zowel gouverneur van Nippur als hogepriester van Enlil was onder het grootste deel van de regering van Burnaburiaš II (1359-1333 v.Chr.) van Karduniaš en de eerste paar jaar van diens opvolger Kurigalzu II. Er zijn drie brieven gevonden: de tabletten BE XVII 88, Ni 615 en Ni 641. Het eerste is zwaar gehavend en buiten de namen Ilī-ippašra en Illiliya (een roepnaam voor Enlil-kidinnī, die de vriendschappelijke betrekkingen tussen de twee laat zien) is er weinig van op te maken.
Het is duidelijk uit de beide andere brieven dat in deze tijd Dilmun onderhorig aan Karduniaš was, maar ook dat de plaatselijke politieke situatie niet zonder problemen was. Er is sprake van het bouwvallig worden van een tempel en het verschijnen van goden in dromen die daar verandering in wilden zien. Een probleem van meer direct politiek belang wordt gevormd door de Aḫlamu. Zij hadden de dadeloogst in beslag genomen en dat was een onaanvaardbare ondermijning van het Kassitische gezag. Ilī-ippašra trachtte met diplomatie tot een vergelijk te komen met de Aḫlamu, maar het lijkt niet dat hij daarin slaagde. Wie deze Aḫlamu precies waren is niet echt duidelijk. Het kan zijn dat het plaatselijke rebellen waren of mogelijk rebellerende soldaten. De naam komt niet voor als volksstam, maar wel werden huurlingen die in dienst van Karduniaš traden soms zo genoemd.